# Neuschönberg (Dürrhennersdorf)

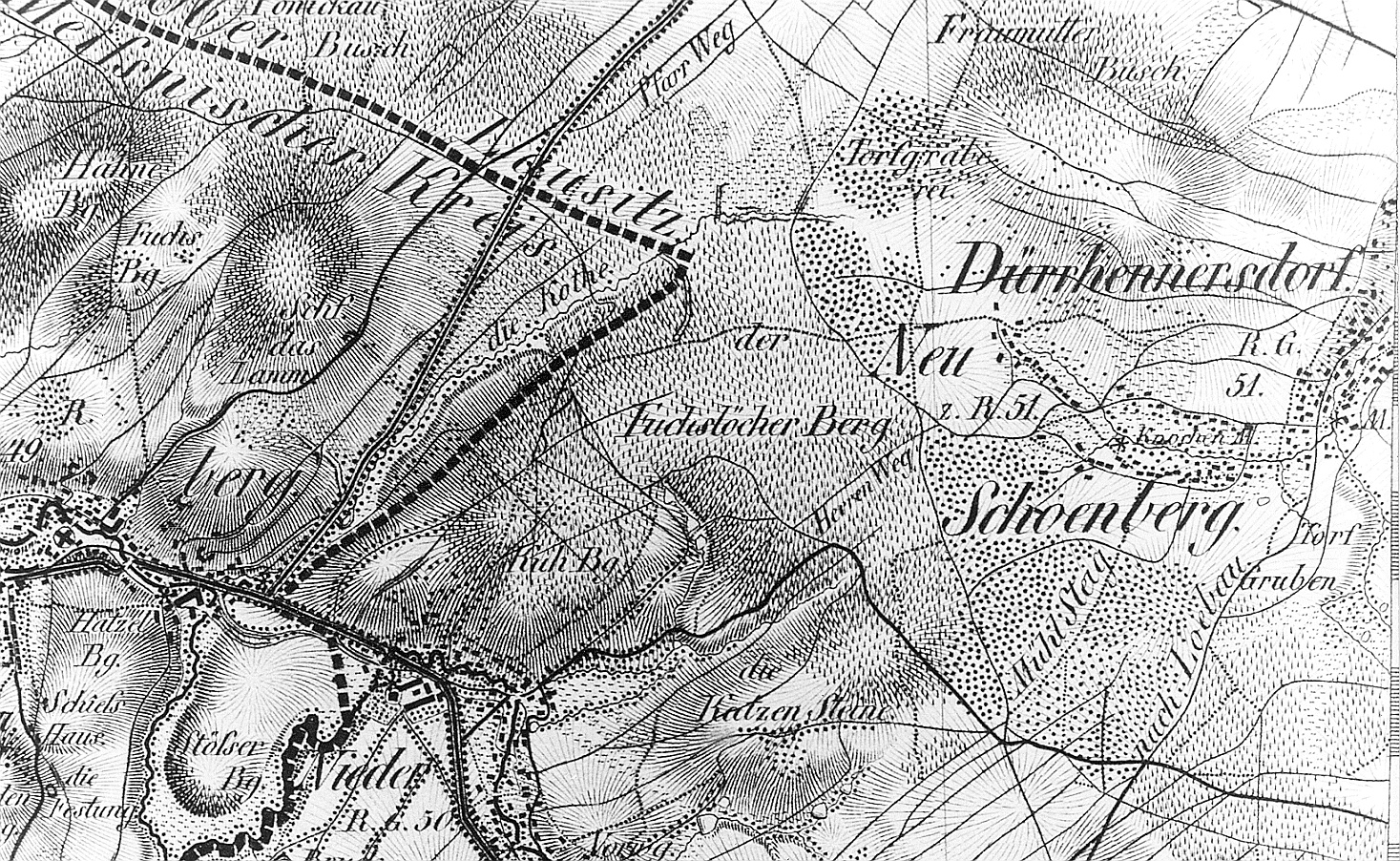
Lage von Neuschönberg in einer Karte von 1821–22

Neuschönberg ist ein Gemeindeteil von Dürrhennersdorf im Landkreis Görlitz. Er erstreckt sich im Tal des Neuschönberger Wassers, eines Zuflusses zum Großschweidnitzer Wasser, und gehört der Verwaltungsgemeinschaft Neusalza-Spremberg an.

## Geografie

### Lage
Neuschönberg liegt im westlichen Teil des Landkreises im  Neuschönberger Flachrückengebiet am Nordrand des Lausitzer Berglandes. Im Norden erhebt sich der  Seidelberg (424,7 m), westlich erstreckt sich um den Fuchslöcherberg (410 m) das Waldgebiet Friedersdorfer Wald. Nordwestlich von Neuschönberg befindet sich das Quellgebiet der Kothe.
Die Ortsverbindungsstraße K 8675 von Ebersbach/Sa. nach Schönbach verläuft westlich von Neuschönberg am Rande des Friedersdorfer Waldes. An dieser Straße, die auf dem Abschnitt den Namen Sandweg trägt, liegt die zu Neuschönberg gehörige, aus zwei Anwesen bestehende Einschicht Wilhelmshöhe mit dem ehemaligen Gasthaus Wilhelmshöhe.

### Nachbarorte
| Schönbach, Oppach  |                                             | Dürrhennersdorf |
| Neusalza-Spremberg | Kompassrose, die auf Nachbargemeinden zeigt |                 |
| Friedersdorf       | Ebersbach                                   | Kottmarsdorf    |

### Straßen
Der Ortsteil besteht aus den Straßen Neuschönberger Straße, Alte Seite und Hinterdörfel sowie den abseitigen Häusern am Sandweg.

## Geschichte
Zwischen 1600 und 1620 ließ der Besitzer des Rittergutes Dürrhennersdorf einen Vierpferdner- und einen Dreipferdnerhof legen. Zugleich zwang er einen weiteren Dreipferdner zum Besitzaustausch. Aus den so zugewonnenen Fluren entstand der neue Meierhof Oberhof, währenddessen der alte Ritterguthof fortan als Niederhof bezeichnet wurde.
Peter August von Schönberg löste 1778 den Oberhof auf und ließ dessen Fluren parzellieren. Die Aufsiedelung erfolgte zunächst nur rechtsseitig des Baches auf der heutigen Alten Seite. Die neue Siedlung erhielt den Namen Neu Schönberg. Ab 1794 begann auch die Besiedlung der nördlichen Talseite, so dass das neue Dorf zu einer zweiseitigen Häuserreihe anwuchs. Gepfarrt war Neu Schönberg immer nach Dürrhennersdorf.
Seit der Mitte des 19. Jahrhunderts bildete Neuschönberg, dessen Fluren eine Fläche von 130 ha umfassten, eine eigenständige Gemeinde im Gerichtsamt Neusalza. 1923 erfolgte die Eingemeindung nach Dürrhennersdorf.
Das Gasthaus Wilhelmshöhe wurde zu DDR-Zeiten als Kinderferienlager eines Riesaer Betriebs genutzt. Wegen der Vernässung und Moorbildung wurde zwischen 1969 und 1971 130 ha landwirtschaftliche Flächen bei Neuschönberg melioriert.

### Verwaltungszugehörigkeit
1777: Bautzener Kreis, 1843: Landgerichtsbezirk Löbau, 1856: Gerichtsamt Neusalza, 1875: Amtshauptmannschaft Löbau, 1952: Kreis Löbau, 1994: Landkreis Löbau-Zittau, 2008: Landkreis Görlitz

### Einwohnerentwicklung
| Jahr | Einwohner |
| ---- | --------- |
| 1834 | 328       |
| 1871 | 452       |
| 1890 | 316       |
| 1910 | 307       |

## Ortsbild
Fast alle Häuser von Neuschönberg wurden ohne Umgebinde und Bohlenstuben errichtet. Der größte Teil der Häuser ist schieferbedacht. Das ehemalige Gasthaus ist ein Umgebindehaus mit schieferverkleidetem Obergeschoss und Dachhecht, in seinem Hof stehen ein Bergahorn und eine Winterlinde als Hofbäume.